# Rascló de Guam
El rascló de Guam (Hypotaenidia owstoni) és una espècie d'ocell de la família dels ràl·lids (Rallidae) que habitava boscos i praderies de l'illa de Guam. En queden més de 100 en captivitat.